# Ile a la Crosse 192E
Ile a la Crosse 192E är ett reservat i Kanada.   Det ligger i provinsen Saskatchewan, i den centrala delen av landet, 2 500 km väster om huvudstaden Ottawa.
Trakten runt Ile a la Crosse 192E är nära nog obefolkad, med mindre än två invånare per kvadratkilometer.